# Phyciodes melini
Phyciodes melini är en fjärilsart som beskrevs av Felix Bryk 1953. Phyciodes melini ingår i släktet Phyciodes och familjen praktfjärilar. Inga underarter finns listade i Catalogue of Life.